# 高登鲤
高登鲤（1866年—1921年），字鱼门，福建顺昌人，清末民初人物。
高登鲤于1891年中举。1898年起为教谕，任教于顺昌华阳、龙山等书院。1904年，出任新成立的顺昌高等小学校长。1908年，调任为长乐县教谕。1909年，当选为福建咨议局议长。1911年，任宪友会福建分会负责人。同年辛亥革命爆发后，担任福建都督府民政部长。次年，署理福建省教育司长。1913年，当选为中华民国第一届国会众议员。1915年，任教育部外侨视察员。1918年，又当选安福国会众议员，并兼任总统府顾问。1921年在北京逝世。